# Brazilië op de Paralympische Winterspelen 2014
Brazilië was een van de landen die deelnam aan de Paralympische Winterspelen 2014 in Sotsji, Rusland.

## Deelnemers en resultaten
(m) = mannen, (v) = vrouwen 

### Langlaufen
| Paralympiër    | Onderdeel                | Resultaat | Prestatie    |
| -------------- | ------------------------ | --------- | ------------ |
| Fernando Rocha | 1 km sprint, zittend (m) | 20e       | Kwalificatie |
| Fernando Rocha | 10 km, zittend (m)       | 21e       | 35:37.9      |
| Fernando Rocha | 15 km, zittend (m)       | 15e       | 49:31.4      |

### Snowboarden
| Paralympiër   | Onderdeel          | Resultaat | Prestatie |
| ------------- | ------------------ | --------- | --------- |
| Andre Pereira | Snowboardcross (m) | 28e       | 2:42.07   |